# Randolph Powell
Randolph Powell (...) è un attore statunitense noto per i suoi ruoli nelle serie TV La fuga di Logan e la soap opera Dallas.

## Filmografia parziale
- Le strade di San Francisco (The Streets of San Francisco) – serie TV, un episodio (1974)
- La fuga di Logan (Logan's Run) – serie TV, 14 episodi (1977-1978)
- La famiglia Bradford (Eight is Enough) – serie TV, episodio 2x19 (1978)
- Dallas – serie TV, 18 episodi (1979-1980)
- Fantasilandia (Fantasy Island) – serie TV, un episodio (1981)
- Love Boat (The Love Boat) – serie TV, un episodio (1981)
- Il tempo della nostra vita – serie TV, 13 episodi (1983-1984)

## Doppiatori italiani
Nelle versioni in italiano delle opere in cui ha recitato, Randolph Powell è stato doppiato da:
- Massimo Giuliani in La famiglia Bradford
- Roberto Chevalier in La fuga di Logan
- Antonio Fattorini in Dallas (1ª voce)
- Silvio Anselmo in Dallas (2ª voce)
- Mauro Gravina in Dallas (ridoppiaggio parziale)